# Abtei Grüssau
Die Abtei Grüssau ist eine 1947 gegründete Abtei der Beuroner Kongregation. Die Abtei bestand anfangs aus Benediktinermönchen, die nach dem Zweiten Weltkrieg aus dem Kloster Grüssau in Schlesien vertrieben worden waren. Sie hatte ihren Sitz im ehemaligen Ritterstift in Bad Wimpfen, bevor der Sitz infolge von Mitgliederschwund bis zum Jahr 2004 in die Abtei Neuburg bei Heidelberg verlegt wurde.

## Geschichte
Die deutschen Benediktinermönche des Emmausklosters in Prag mussten nach dem Ersten Weltkrieg Prag verlassen und besiedelten 1919 das ehemalige Zisterzienserkloster Grüssau in Schlesien. Dieses Kloster wurde während des Zweiten Weltkriegs aufgehoben. Nach Kriegsende wurde das Kloster zunächst zurückgegeben, die Mönche wurden aber im Mai 1946 aus Schlesien vertrieben. Größere Gruppen von Mönchen kamen zunächst in die Abtei Gerleve, die Abtei Neresheim, die Abtei Maria Laach und die Abtei Neuburg.
Da ein Großteil der vertriebenen Schlesier nach Norddeutschland gekommen war, suchten die Benediktiner auch zunächst dort nach einem geeigneten Standort für eine Klosterneugründung. Nachdem diese Pläne gescheitert waren, entschied sich die Konventssitzung in Neuburg am 1. Juli 1947 zur Neubesiedlung des seit 1803 verlassenen Ritterstifts in Bad Wimpfen, das die hessische Landesregierung als Besitzerin der Liegenschaft bereits am 12. Mai 1947 angeboten hatte. Der markanteste Bau des Ritterstifts ist die Stiftskirche St. Peter. Wohngebäude bestanden 1947 noch keine und mussten von den ersten, ab 1. August 1947 eintreffenden Mönchen notdürftig geschaffen werden. Der Westteil des gotischen Kreuzgangs der Stiftskirche, der ehemalige Stiftsspeicher, wurde zu einem Wohnhaus ausgebaut. 1949 pachteten die Mönche eine nahegelegene Landwirtschaft, und später wurden beim Klostergebäude weitere Wirtschaftsgebäude errichtet.

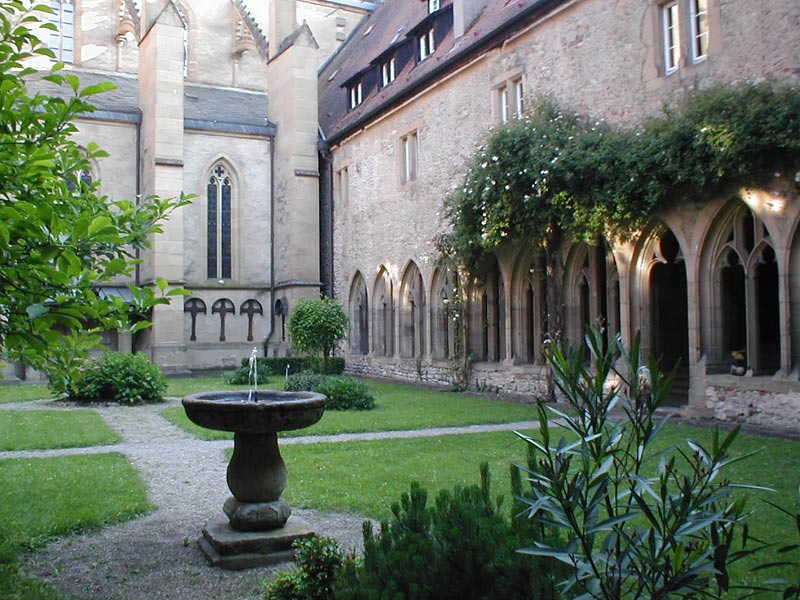
Blick in den Kreuzgang der Stiftskirche St. Peter in Bad Wimpfen

Anfang der 1950er Jahre gelang es den Mönchen, drei von einst sieben, 1935 bei Petit und Edelbrock für das Kloster Grüssau gegossene Glocken, die 1941 zum Einschmelzen nach Hamburg transportiert worden waren, zurückzuerhalten. Die Glocken waren jedoch für die Glockentürme in Wimpfen zu groß, so dass sie 1952 an die katholische Pfarrkirche St. Cäcilia in Mosbach veräußert wurden, wo das Geläut ebenfalls durch Einschmelzen zu Kriegszwecken abhandengekommen war.
Zu den seelsorgerischen Aufgaben der Abtei zählten in der Anfangszeit neben der regionalen Arbeit vor Ort insbesondere auch Pastoralreisen in verschiedene Gegenden Deutschlands, vor allem nach Norddeutschland, wo Seelsorge unter den schlesischen Heimatvertriebenen geleistet wurde. Der Grüssauer Rundbrief sowie die Beteiligung von Grüssauer Patres an der Kapellenwagen-Mission hielten den Kontakt zu den verstreuten Gläubigen aufrecht. Die regionale Arbeit beinhaltete seelsorgerische Aufgaben im Neckarsulmer Krankenhaus sowie Sonntags- und Beichtaushilfen in verschiedenen Pfarreien der Umgebung. In den 1960er Jahren kam nach der Pensionierung des vormaligen katholischen Pfarrers die katholische Pfarrseelsorge in Bad Wimpfen hinzu. In Wimpfen wurden außerdem die Tagungen der schlesischen Jugend der Eichendorffgilden sowie die Jahrestagungen der Vereinigung katholischer Edelleute Schlesiens fortgesetzt.
1961 wurde das Kloster durch die Spende eines barocken Stiftshauses am benachbarten Lindenplatz vergrößert. 1963/64 entstanden Neubauten für Klosterbibliothek, Sakristei, Vortragssaal und Gästehaus. Die zur Diözese Mainz zählende Stiftskirche in Bad Wimpfen wurde 1964 und 1969 umfassend renoviert. Insbesondere nach dieser Renovierung kamen zu den rein seelsorgerischen Aufgaben der Abtei auch in einem gewissen Maß Aufgaben des Fremdenverkehrs in der von zahlreichen Besuchern aus kunsthistorischem Interesse aufgesuchten Kirche.
Erster Abt in Wimpfen war Albert Schmitt (1894–1970). Seine Nachfolge trat 1969 Abt Laurentius Hoheisel (1923–2008) an, der 1997 resignierte. Da wegen zu geringer Mitgliederzahl eine Selbstständigkeit rechtlich nicht mehr möglich war, wurde der Konvent seit 2001 vom Abt der Abtei Neuburg bei Heidelberg geleitet. Im Januar 2004 erfolgte eine Angliederung, die zunächst auf fünf Jahre begrenzt wurde. Im Oktober 2006 bestand die Gemeinschaft nur noch aus vier Mönchen. Altabt Laurentius Hoheisel ging in ein Altenpflegeheim, Pater Odo war als Spiritual bei den Benediktinerinnen in Kellenried, Pater Paulus war nicht mehr vor Ort und Bruder Michael siedelte in die Abtei Neuburg um. Somit war kein Benediktinermönch mehr vor Ort. Der Sitz der Abtei Grüssau kam formell nach Heidelberg, da Abt Franziskus Heereman gleichzeitig Abt der Abtei Neuburg ist.
Die in Bad Wimpfen verbliebene Gemeinschaft aus einem weltlichen Kleriker und Laien in den Räumen des Ritterstiftes betrieb bis Ende 2007 unter dem Namen Kloster Bad Wimpfen ein Bildungs- und Begegnungshaus. Am 1. Januar 2008 übernahmen die Malteser die Trägerschaft, um das Kloster Bad Wimpfen als ein geistliches Zentrum weiterzuführen. Geleitet wird das Kloster Bad Wimpfen aktuell (2012) von der Theologin Ingrid Orlowski. Heute befinden sich auf dem Klostergelände auch die Bezirksgeschäftsstelle des Malteser Hilfsdienstes sowie eine stationäre Jugendhilfeeinrichtung.